# 上海集優機械
上海集優機械股份有限公司，簡稱上海集優機械股份以及上海集優機械（英語：Shanghai Prime Machinery Company Limited，港交所除牌時：2345.HK），為上海電氣旗下公司，是一間曾於香港交易所主板上市的中國大陸公司。旗下業務包括生產葉片、刀具以及軸承等機械零件。2005年盈利為1.45億人民幣，2006年盈利預測不少於2.25億人民幣。
上海集優機械於2006年4月13日開始在香港招股，以介乎1.7至2.1港元發售6.0056億股H股，其中10%作公開發售。
2014年5月28日上海集優成功收購全球最大緊固件及其他先進、經創制冷鍛元件的供應商之一的荷蘭Nedschroef，總代價為股本價值1.55億歐元加股東貸款3,800萬歐元後再調整等的總和，預期將以內部資源及債務融資撥付

## 連結
- pmcsh.com（页面存档备份，存于）
- 上海集優：將優質零部件資產集中起來（页面存档备份，存于）